# Fjällig taggsvamp
Fjällig taggsvamp (Sarcodon imbricatus) är en svamp som är fjällig och gråbeige på översidan. Äldre svampar har mörkare ovansidor med ett större inslag av brunt. Hattens undersida är ljusare grå och har de för taggsvamparna karakteristiska taggarna. Den växer på marken i granskog, ofta i stora ringar.
Fjällig taggsvamp är ätlig. I svampböcker rekommenderas yngre exemplar med hattdiameter under tio centimeter till stekning. Större och äldre exemplar, som ofta är beska i smaken, rekommenderas endast för inläggning. Fjällig taggsvamp angrips sällan av larver och sniglar.
Från och med mitten av 1900-talet och fram till 1999 inbegrep artbegreppet fjällig taggsvamp även motaggsvamp (Sarcodon squamosus). DNA-studier har dock visat att det rör sig om två skilda arter. Motaggsvamp växer med tall och är till skillnad från fjällig taggsvamp användbar för att färga garn.
Fjällig taggsvamp är Gästriklands landskapssvamp.

### Fotnoter
1. ↑  Pouzar (1955) , In: Ceská Mykol. 9:96
2. ↑  S. Ito (1955) , In: Mycol. Fl. Japan 2(4):183
3. ↑  Lloyd (1916) , In: Mycol. Writ. 4:552
4. ↑  Engler & Prantl (1898) , In: Nat. Pflanzenfam., Teil. I (Leipzig) 1**:149
5. ↑  Cohn (1888) , In: Krypt.-Fl. Schlesien (Breslau) 3.1(25–32):460
6. ↑  Berk. (1882) , In: Grevillea 10(no. 56):121
7. 1 2 3  Pers. (1825) , In: Mycol. eur. (Erlanga) 2:155
8. ↑  Sw. (1810) , In: K. Vetensk-Acad. Nya Handl. 31:244
9. ↑  Paulet (1793) , In: Traité Champ., Atlas 2:127, index
10. 1 2  L. (1753) , In: Sp. pl. 2:1178
11. 1 2  Holmberg, Pelle (2006). Nya svampboken (4., [rev.] uppl.). Stockholm: Prisma. Libris 10076684. ISBN 91-518-4707-8
12. ↑  Johannesson, Hanna; Ryman, Svengunnar; Lundmark, Hjördis; Danell, Eric (20 mars 1999). ”Sarcodon imbricatus and S. squamosus — two confused species”. http://www.sciencedirect.com/science/article/pii/S0953756208607005. Läst 8 oktober 2016.